# Lachnum abnorme
Lachnum abnorme är en svampart som först beskrevs av Jean François Montagne, och fick sitt nu gällande namn av J.H. Haines & Dumont 1984. Lachnum abnorme ingår i släktet Lachnum och familjen Hyaloscyphaceae.   Inga underarter finns listade i Catalogue of Life.